# 巾下川

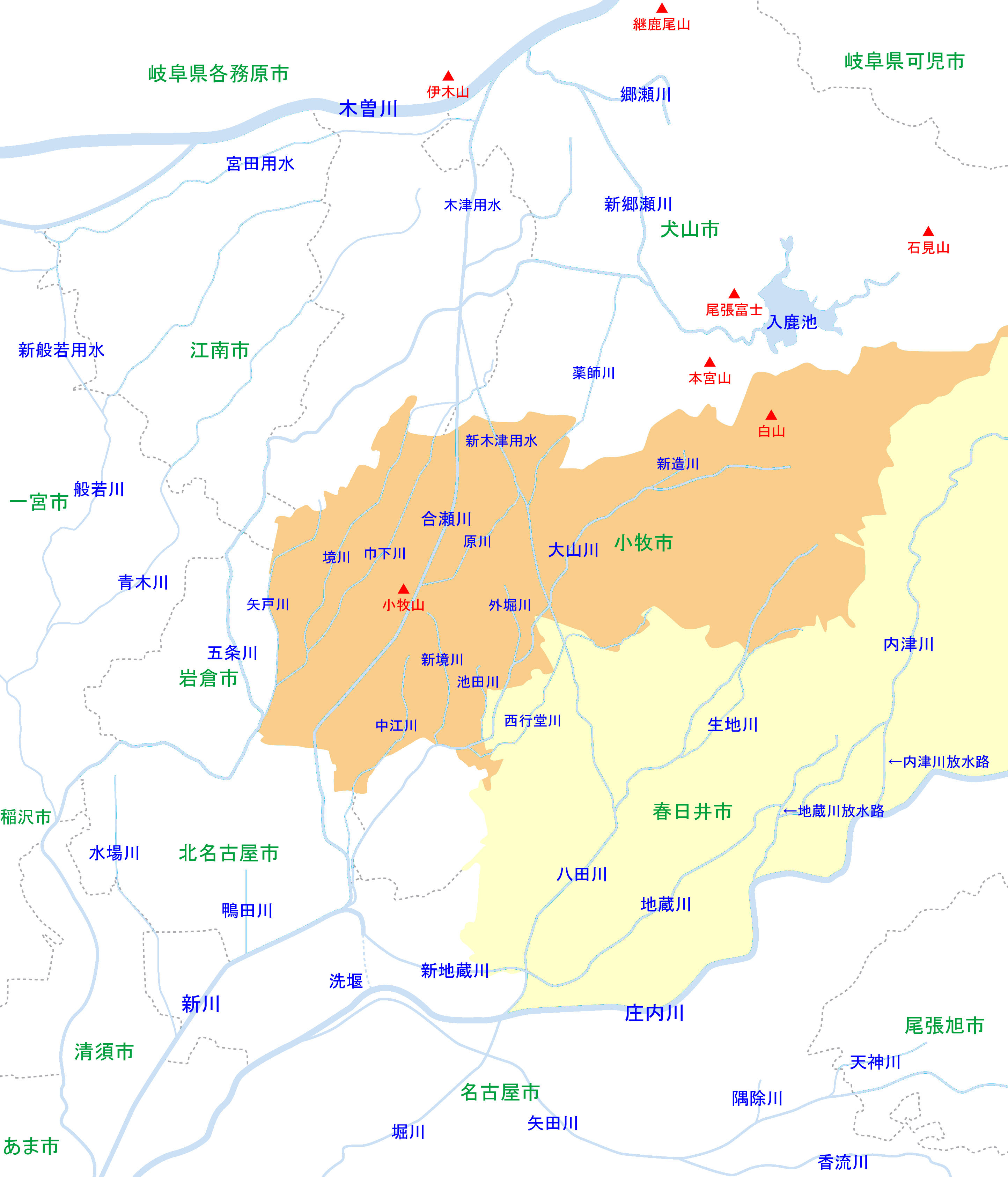
小牧市・春日井市周辺河川の位置関係図

巾下川（はばしたがわ）は、愛知県の主に丹羽郡大口町および小牧市を流れる庄内川水系の一級河川である。

## 地理
愛知県丹羽郡大口町付近に源を発する。大口町南部で、新木津用水と合瀬川が交差し、小牧市中西部で安田川と合流し、南西部で境川に合流する。

## 流域の自治体
愛知県
丹羽郡大口町、小牧市、岩倉市

## 関連書籍
- 『小牧の川・用水～小牧叢書19』小牧市文化財資料研究員会編（小牧市教育委員会、2004年）